# 宮内駅 (山形県)
宮内駅（みやうちえき）は、山形県南陽市宮内にある山形鉄道フラワー長井線の駅である。

## 歴史
- 1913年（大正2年）10月26日：長井軽便線（のち長井線）赤湯 - 梨郷間開通と共に宮内町駅として開業[1]。
- 1979年（昭和54年）11月1日：貨物の取り扱いを廃止[1]。
- 1984年（昭和59年）2月1日：荷物扱い廃止[1]。
- 1987年（昭和62年）4月1日：国鉄分割民営化に伴い、JR東日本の駅となる[1]。
- 1988年（昭和63年）10月25日：山形鉄道に移管、宮内駅へ改称[1][2]。
- 1998年（平成10年）4月1日：無人化[3]。
- 2010年（平成22年）8月1日：再び有人化[4]。ウサギの駅長・駅員が赴任[4]。

## 駅構造
島式ホーム1面2線を有する地上駅。木造駅舎を有する。
電子閉塞が導入された際に無人化されたが、2010年8月1日より再有人化された。出札窓口があり、日中のみ営業する（月・水曜休業）。
駅舎は北側（荒砥方）にあり、南側（赤湯方）にも出入口がある。
のりば
| 1 | ■フラワー長井線 | 赤湯方面             |
| 2 | ■フラワー長井線 | 今泉・長井・荒砥方面 |

## 利用状況
1日平均乗車人員は下記の通りである。
| 乗車人員推移 | 乗車人員推移     |
| 年度         | 一日平均乗車人員 |
| ------------ | ---------------- |
| 1997         | 462              |
| 1998         | 447              |
| 1999         | 411              |
| 2000         | 394              |
| 2001         | 370              |
| 2002         | 364              |
| 2003         | 344              |
| 2004         | 346              |
| 2005         | 324              |
| 2006         | 307              |
| 2007         | 302              |
| 2008         | 294              |
| 2009         | 306              |
| 2010         | 313              |
| 2011         | 311              |
| 2012         | 299              |
| 2013         | 272              |
| 2014         | 261              |
| 2015         | 252              |
| 2016         | 248              |
| 2017         | 246              |

## 駅周辺
- 宮内郵便局
- 山形県立南陽高等学校
- 南陽市立宮内小学校
- 南陽市立宮内中学校
- 南陽市給食センター
- 向山公園
- 双松公園
- 公立置賜南陽病院
- 南陽警察署宮内交番
- 熊野神社 - 駅前より徒歩約10分。かつて国鉄時代に熊野神社参りの臨時列車が発着し、賑わっていたが現在は山形新幹線の影響で不可能になり、団体客は貸し切りバスへ移行した。
- 国道113号
- 山形県道3号米沢南陽白鷹線
- 山形県道5号山形南陽線

## ウサギの駅長
2010年8月1日の再有人化に際し、配置された人間の駅員とは別に、同社および同駅に縁の深い動物であるウサギの駅長・駅員も”勤務”することになった。そのウサギは同社社員のひとりの母校である置賜農業高等学校で同年5月に生まれ、譲与された3羽であるが、うち1羽は白ウサギだった。その唯1羽の白ウサギを「もっちぃ」と名付け駅長として、残り2羽もそれぞれ「ぴーたー」と「てん」と名付けて駅員として、各々迎え入れた。更に、近所の蕎麦屋で飼われていたクサガメ「かめ吉」も非常勤助役として仲間に加わった。
2011年3月11日に見舞われた東日本大震災では当駅も震度5弱の強い揺れに襲われ、そのショックから駅長服や制帽を受け付けなかったこともあった「もっちぃ」駅長であるが、同年6月24日にはそんな「もっちぃ」の駅長としてのスナップショットやプライベートショットなどを収めた写真集『うさぎ駅長　もっちぃがゆく！』〔写真／藤本雅秋（動物写真家）〕をリリースした。
2016年10月23日に「フラワー長井線まつり」が開催された際には、同じ東北地域内で営業中の第三セクター鉄道の一つである会津鉄道の芦ノ牧温泉駅に”勤務”するオス猫の「らぶ」駅長の表敬訪問を受けた。同年の「フラワー長井線まつり」は当駅を初め長井・荒砥の両駅を合わせた3駅を会場に開かれており、「らぶ」駅長の表敬訪問はこれらのうち当駅と長井駅の2駅にて行われたが〔午前中に当駅を訪れ、そのあと午後に長井駅を訪問した模様〕、このうち、先に「らぶ」駅長の訪問を受けた当駅では、「らぶ」・「もっちぃ」両駅長の初顔合わせということもあって当駅を訪れた人々の注目を集めた。
前記「フラワー長井線まつり」開催から1ヶ月半余り経過した2016年12月13日朝、「もっちぃ」の部下である「てん」駅員が6歳（人間では52歳相当）で死亡、更に翌2017年4月11日には、もう1羽の部下である「ぴーたー」駅員も同じく6歳で死亡、2023年6月20日深夜に「もっちぃ」駅長が13歳（人間では94歳相当）で死亡した。「てん」、「ぴーたー」両駅員共、死亡翌日に荼毘に付され、その後、何れも「三羽のうさぎ伝説」を有する山形・南陽市の熊野大社の神官により慰霊祭が営まれた

。

## 隣の駅
山形鉄道
■フラワー長井線
南陽市役所駅 - 宮内駅 - おりはた駅